# Чистохвалов Віктор Олександрович
Ві́ктор Олекса́ндрович Чистохва́лов (рос. Ви́ктор Алекса́ндрович Чистохва́лов, нар. 15 серпня 1921, Коломна, РСФРР — пом. 3 вересня 1973, Москва, СРСР) — радянський футболіст, що виступав на позиції правого захисника. Заслужений майстер спорту СРСР (1951). Після завершення кар'єри гравця зайнявся тренерською діяльністю, очолював севастопольський ДОФ, київський СКВО, протягом тривалого часу працював у ДЮСШ московського ЦСКА.

## Життєпис
Народився 15 серпня 1921 року на території колишнього села Боброве (нині — вулиця Трудова міста Коломни). Від раннього дитинства Чистохвалов проводив багато часу на стадіоні місцевої команди «Штурм», спостерігаючи за старшими футболістами та повторюючи усе, що вони виконували. Окрім футболу займався іншими спортивними іграми, любив бігати на ковзанах та лижах. Навчався у коломенській школі № 7. 1936 року був зарахований до новоствореної дитячої спортивної школи міського відділу народної освіти. Втім, перших значних успіхів Чистохвалов досягнув не на футбольному полі, а на ковзанярських змаганнях. 1939 року він став абсолютним чемпіоном Коломни, показавши найкращі результати на дистанціях 500 м та 3000 м.
Того ж року під час товариського матчу коломенського «Металіста» з московським «Спартаком» на Чистохвалова звернули увагу селекціонери столичного клубу, а вже з наступного сезону він почав захищати кольори московської команди.
1941 року Чистохвалов перейшов до лав ЦДКА, якому, за виключенням невеликої перерви, присвятив усю свою подальшу кар'єру гравця. 1944 року він відгукнувся на пропозицію командуючого ВПС Московського воєнного округу Василя Сталіна, що саме створював нову команду — МВО, та перейшов до новоствореного клубу. Втім, створити «суперклуб» Сталіну так і не вдалося, тож вже за два сезони футболіст повернувся до ЦДКА, що й вирішило його подальшу долю.
По-справжньому Чистохвалов розкрився завдяки тренерському рішенню Бориса Аркадьєва, що очолював ЦДСА в післявоєнні роки. Саме Аркадьєв перевів Віктора на позицію правого захисника, давши вказівку активно підключатися до атак. Для тогочасного футболу подібна практика була новаторською, а Чистохвалов, як колишній форвард, успішно використовував свої козирі для протидії обороні суперників. Завдяки цьому він чотири раз визнавався найкращим правим захисником чемпіонату СРСР, в той час як армійський клуб став беззаперечним фаворитом змагань, також додавши до свого активу чотири «золота» та два Кубка країни.
Після закінчення активних виступів на футбольному полі зайнявся тренерською діяльністю. 1955 року очолював очолював севастопольський ДОФ, а протягом 1957 обіймав посаду головного тренера київського СКВО. З 1966 року і майже до самої смерті (з деякими перервами) працював тренером дитячо-юнацької школи московського ЦСКА. Протягом 1968 року тренував кіровобадське «Динамо».

## Досягнення
Команді трофеї
- Чемпіон СРСР (4): 1947, 1948, 1950, 1951
- Срібний призер чемпіонату СРСР (1): 1949
- Володар Кубка СРСР (2): 1948, 1951

Особисті досягнення
- Заслужений майстер спорту СРСР (1951)
- У списках 33-х найкращих футболістів чемпіонату СРСР (4): 1948, 1949, 1950, 1951 (всі роки під № 1)